# Berliner Handels-Gesellschaft
Die Berliner Handels-Gesellschaft war eine 1856 gegründete Bank in Berlin, auf dem Geschäftsfeld der  Industriefinanzierung.

## Geschichte

### Gründung

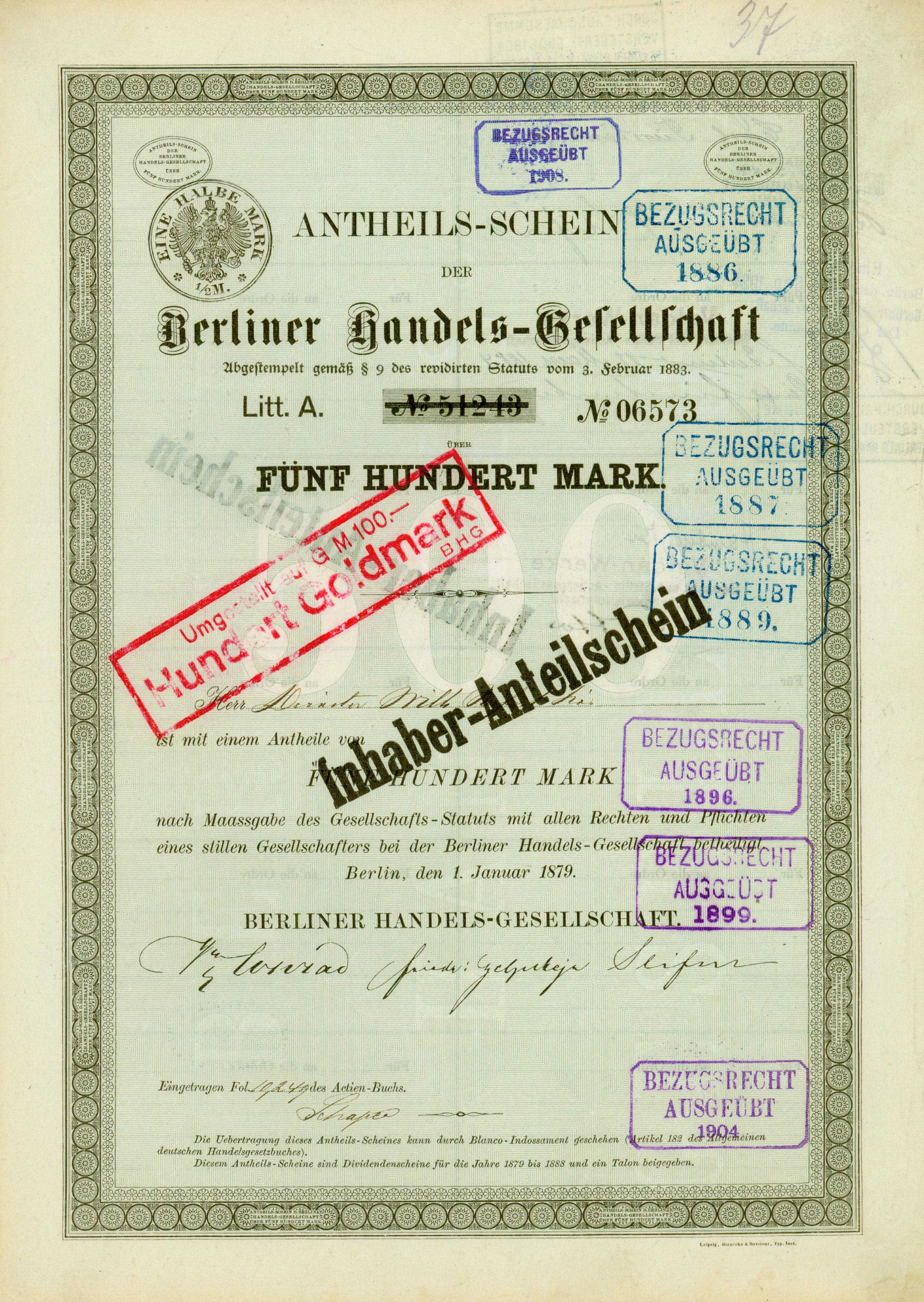
Anteilschein über 500 Mark der Berliner Handels-Gesellschaft vom 1. Januar 1879

Die Bank wurde am 2. Juli 1856 von preußischen Privatbanken, wie S. Bleichröder, Breest & Gelpcke, Bankhaus Magnus, Mendelssohn & Co., Robert Warschauer senior und Sal. Oppenheim als Kommanditgesellschaft auf Aktien gründet. Das Bankhaus engagierte sich vor allem bei der Finanzierung des Eisenbahnbaus in Deutschland, Österreich-Ungarn und Russland und zunehmend bei der Finanzierung der Industrie.

### Industriebank

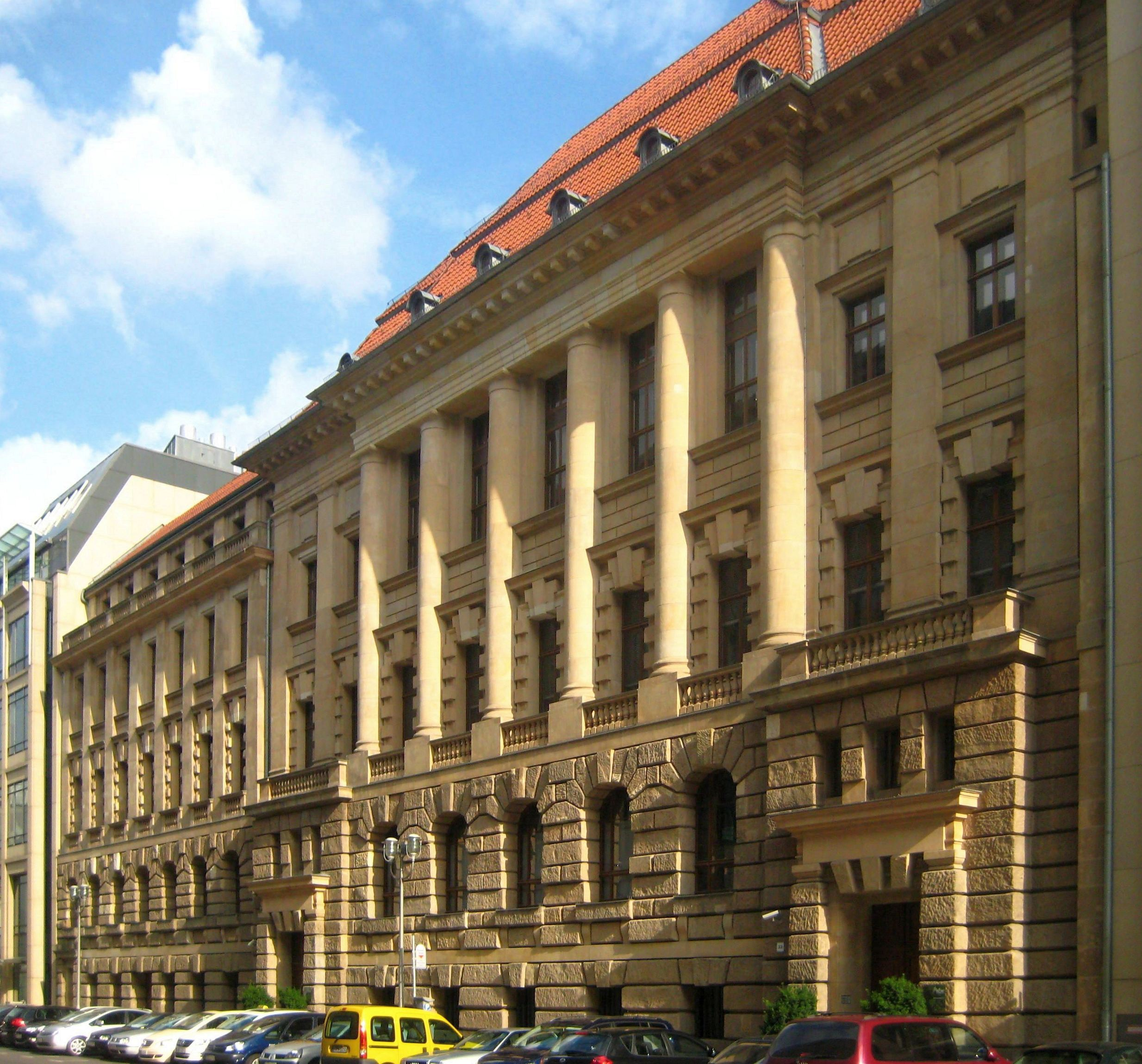
Berliner Handels-Gesellschaft, Behrenstraße 32–33, errichtet 1899–1900 nach Entwürfen von Alfred Messel

Carl Fürstenberg übernahm im Jahre 1883 die Leitung der Berliner Handels-Gesellschaft. Unter Fürstenberg wandelte sich die Berliner Handels-Gesellschaft zu einer Bank für die Industriefinanzierung, zur „Industriebank“, wie er selbst sagte. Besonders zu Emil Rathenau und der AEG wurden enge Beziehungen gepflegt. Die Betätigungsschwerpunkte der Berliner Handels-Gesellschaft in der Industriefinanzierung lagen in Mitteldeutschland, in Oberschlesien und dann zunehmend im großen Industriegebiet an Rhein und Ruhr (u. a. Harpener Bergbau AG).
Die Berliner Handels-Gesellschaft gehörte zum Preußen-Konsortium. Damit war sie an der Emission von Staatsanleihen Preußens und des Deutschen Reiches als auch an der Emission von russischen Staatsanleihen beteiligt.
Während der Weimarer Republik hielt die Bank an ihren Verbindungen zur Großindustrie fest. Seit Walther Rathenau als Geschäftsinhaber hatte der Vorstandsvorsitzende der AEG den Vorsitz im Verwaltungsrat der Berliner Handels-Gesellschaft inne. Die Bank baute ein Börsen-, Devisen- und Geldgeschäft sowie ein Firmenkreditgeschäft auf. Ihre Tätigkeit als Emissionshaus der Großindustrie behielt sie bei.
1931 hatte sie rund 550 Angestellte und Aktiva im Wert von knapp 370.000 Millionen Reichsmark. Im selben Jahr machte sie rund 15 Millionen Reichsmark Brutto-Gewinn und ca. 1,5 Millionen Reichsmark Reingewinn. 1920 übernahm sie die Bank „William Rosenheim & Co.“. 1932 waren die Geschäftsinhaber Siegfried Bieber, Hans Fürstenberg, Otto Jeidels und Wilhelm Koeppel. Im Verwaltungsrat saßen 1932 u. a. Hermann Bücher, Max Warburg und Gottfried Dierig.

### Zeit des Nationalsozialismus
Mit dem Tod Carl Fürstenbergs am 10. Februar 1933 ging für die Berliner Handels-Gesellschaft eine Ära zu Ende. Infolge der NS-Politik der voranschreitenden Diskriminierung der Juden in Deutschland verloren drei der vier Geschäftsinhaber des Jahres 1933 ihr Amt. Alle drei konnten Deutschland rechtzeitig verlassen.

### Entwicklung in der Bundesrepublik
Nach dem Zweiten Weltkrieg nahm die Berliner Handels-Gesellschaft, die vor Kriegsbeginn zu den fünf Großbanken Deutschlands gezählt hatte, in Frankfurt am Main ihre Arbeit wieder auf. Dabei wurden ihr Räumlichkeiten von der Frankfurter Bank zur Verfügung gestellt, bis die BHG 1950 in einem eigenen Neubau ein neues Heim fand. Der Vorteil der BHG war, dass sie infolge ihrer starken industriellen Verflechtung in Form von Industriebeteiligungen und sonstigen Aktien wesentliche Werte hatte erhalten können. Die Nähe zur Industrie war für die Berliner Handels-Gesellschaft auch beim Wiederaufbau in den 1950er Jahren entscheidend. Das nationale und das internationale Emissionsgeschäft spielte für sie wieder eine große Rolle. Hinzu kam ein beachtliches Volumen in der Vermögensverwaltung.
Am 1. Januar 1970 fusionierte die Berliner Handels-Gesellschaft mit der Frankfurter Bank zur Berliner Handels-Gesellschaft und Frankfurter Bank, bald kurz BHF-Bank genannt.

## Persönlichkeiten
Bankiers der BHG spielten in der deutschen Politik und Wirtschaftsgeschichte oft eine bedeutende Rolle, unter anderem:
- Siegfried Bieber (Geschäftsinhaber von  1919–1935)
- Carl Fürstenberg (Geschäftsinhaber von 1883–1929)
- Eduard Mosler (Geschäftsinhaber 1904–1910)
- Walther Rathenau (Geschäftsinhaber von 1902–1907)
- Eduard Schulte, die BHG war 1913 seine erste Anstellung nach dem Studium (er wurde später bekannt als Informant der Alliierten über den Holocaust durch Massenvergasung, bereits im Jahr 1942). Er verließ die Bank 1921 und ging dann in die Industrie.
- Herbert von Breska (1890–1953)